# Phi1 Pavonis
Título a ser usado para criar uma ligação interna é Phi1 Pavonis.
Phi1 Pavonis (104 Pavonis) é uma estrela na direção da constelação de Pavo. Possui uma ascensão reta de 20h 35m 34.77s e uma declinação de −60° 34′ 52.7″. Sua magnitude aparente é igual a 4.75. Considerando sua distância de 90 anos-luz em relação à Terra, sua magnitude absoluta é igual a 2.45. Pertence à classe espectral F1III.